# Санболинське сільське поселення
Санболи́нське сільське поселення (рос. Санболинское сельское поселение) — сільське поселення у складі Амурського району Хабаровського краю Росії.
Адміністративний центр — селище Санболі.

## Населення
Населення сільського поселення становить 947 осіб (2019; 1209 у 2010, 1407 у 2002).

## Історія
Санболинська сільська рада утворена 28 жовтня 1971 року із частини Литовської селищної ради. 1992 року сільська рада перетворена в сільську адміністрацію, 2004 року — в сільське поселення.

## Склад
До складу сільського поселення входять:
| Населений пункт | Населення, осіб (2002) | Населення, осіб (2010) |
| --------------- | ---------------------- | ---------------------- |
| 147 км, селище  | 19                     | 9                      |
| Нусхі, селище   | 11                     | 9                      |
| Санболі, селище | 1265                   | 1109                   |
| Сельгон, селище | 112                    | 82                     |